# Astronesthes micropogon
Astronesthes micropogon és una espècie de peix de la família dels estòmids i de l'ordre dels estomiformes.

## Morfologia
- Els mascles poden assolir 8,2 cm de longitud total.[3][4]

## Alimentació
Menja peixos i crustacis.

## Hàbitat
És un peix marí i d'aigües profundes que viu entre 120-600 m de fondària.

## Distribució geogràfica
Es troba a l'Atlàntic oriental (des del Marroc fins a Namíbia) i a l'Atlàntic occidental (des dels Estats Units fins al Carib -incloent-hi el Golf de Mèxic-, i des de la Guaiana Francesa fins al Brasil).